# Marilia nobsca
Marilia nobsca là một loài Trichoptera trong họ Odontoceridae. Chúng phân bố ở vùng Tân nhiệt đới và vùng Tân Bắc giới.